# Stenogobius randalli
Stenogobius randalli är en fiskart som beskrevs av Watson, 1991. Stenogobius randalli ingår i släktet Stenogobius och familjen smörbultsfiskar. IUCN kategoriserar arten globalt som otillräckligt studerad. Inga underarter finns listade i Catalogue of Life.